# 刺芒果蛛
刺芒果蛛（学名：Mangora acalypha）为园蛛科芒果蛛属的动物。分布于欧洲、俄罗斯以及中国大陆的新疆等地，一般栖息于林间及果园草丛以及或牧场草丛。该物种的模式产地在欧洲。